# Uleila del Campo
Uleila del Campo ist ein südspanischer Ort und eine Gemeinde (municipio) mit insgesamt 816 Einwohnern (Stand: 2024) im Zentrum der Provinz Almería in der autonomen Region Andalusien.

## Lage und Klima
Uleila del Campo liegt etwa 48 km (Fahrtstrecke) nordwestlich der Provinzhauptstadt Almería in einer Höhe von ca. 640 m. Der Ort liegt nördlich der N 340a am Fuße der Sierra de los Filabres. Der ORt ist ein Kreuzungspunkt der Straßen A 1100 und AL-50102. Auf der Höhe über dem Ort liegt die Wallfahrtskirche Santuario Virgen de la Cabeza de Monteagud und im Ort gibt es das Colegio Público Nuestra Señora de Monteagud.
Nahegelegene Orte sind Cortijada Los Medinas (NW), Cóbdar (N), El Pilar (Sorbas) (O) und Los Yesos (Tabernas) (S).
Das Klima ist gemäßigt bis warm; der eher spärliche Regen (ca. 350 mm/Jahr) fällt – mit Ausnahme der meist extrem trockenen Sommermonate – verteilt übers Jahr.

## Bevölkerungsentwicklung
| Jahr      | 1970 | 1981 | 1991 | 2001 | 2011 | 2021 |
| Einwohner | 1143 | 1019 | 1012 | 979  | 989  | 816  |

Die Mechanisierung der Landwirtschaft, die Aufgabe bäuerlicher Kleinbetriebe („Höfesterben“) und der daraus resultierende Verlust von Arbeitsplätzen hatten in der zweiten Hälfte des 20. Jahrhunderts einen immer noch anhaltenden Bevölkerungsschwund zur Folge.

## Sehenswürdigkeiten
- Archäologische Fundstelle Mora-Höhle (Cueva de la Mora)
- neoromanische Marienkirche (Iglesia de Santa Maria)

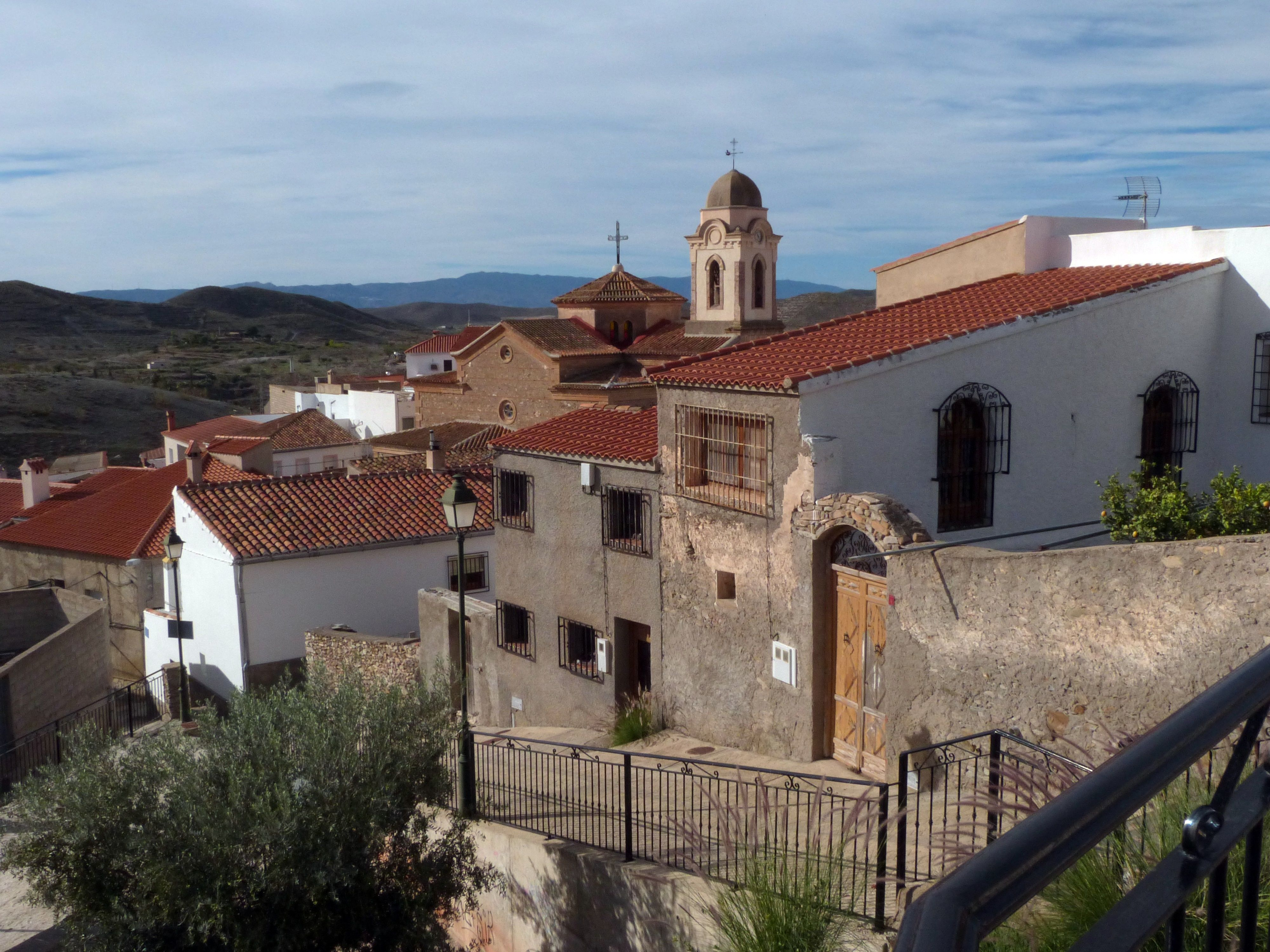
Marienkirche